# Onthophagus cicer
Onthophagus cicer là một loài bọ cánh cứng trong họ Bọ hung (Scarabaeidae).